# Red Bull Bragantino
Maillots
Actualités
Le Red Bull Bragantino, anciennement connu sous le nom de Bragantino, est un club de football brésilien basé à Bragança Paulista, issue de la fusion du CA Bragantino et du Red Bull Brasil,. 
Bien que le partenariat ait commencé en avril 2019, lors du Campeonato Brasileiro Série B (deuxième division du football brésilien), l'équipe s'appelait Bragantino et Red Bull n'était apparu qu'en tant que sponsor. Dans la saison 2020, le nom est changé en Red Bull Bragantino.

## Histoire
Le Red Bull Bragantino est fondé le 5 avril 2019 à la suite de la fusion du Red Bull Brasil et du CA Bragantino, alors un club brésilien de deuxième division basé dans la municipalité de Bragança Paulista de l’État de São Paulo. Le club nouvellement nommé rejoint ainsi la société autrichienne Red Bull et ses autres clubs de football.
Lors de sa première saison, en 2019, le club est sacré champion de Série B, la deuxième division du football brésilien. Il est ainsi promu en Série A et se qualifie par la même occasion pour les huitièmes de finale de la  coupe du Brésil 2020.
En terminant à la 10e place du championnat en 2020, le club se qualifie pour la Copa Sudamericana 2021. Il s'agit de la première participation à une compétition internationale depuis 25 ans pour l'équipe de Bragantino. Cette campagne continentale se conclut sur une défaite en finale (0-1) contre l'Athletico Paranaense.

## Palmarès

### Compétitions nationales
- Campeonato Brasileiro Série B
  - Champion (1) : 2019

### Compétitions internationales
- Copa Sudamericana
  - Finaliste : 2021